# Rhamnus liukiuensis
Rhamnus liukiuensis är en brakvedsväxtart som först beskrevs av Ernest Henry Wilson, och fick sitt nu gällande namn av Gen-Iti Koidzumi. Rhamnus liukiuensis ingår i släktet getaplar, och familjen brakvedsväxter. Inga underarter finns listade i Catalogue of Life.